# Seznam trenerjev Montreal Maroons
Trenerji NHL moštva Montreal Maroons. 
- Eddie Gerard, 1924–29
- Dunc Munro, 1929–30
- Dunc Munro in George »Buck« Boucher, 1930–31
- Sprague Cleghorn, 1931–32
- Eddie Gerard, 1932–34
- Tommy Gorman, 1934–37
- King Clancy in Tommy Gorman, 1937–38